# Ski-Orientierungslauf-Weltmeisterschaften 2002
Die 14. Ski-Orientierungslauf-Weltmeisterschaften fanden vom 23. Februar bis 3. März 2002 in Borowez, Bulgarien statt.
Mit dem Sprint wurde ein neuer Wettbewerb eingeführt, womit sich die Gesamtzahl der Entscheidungen von sechs auf acht erhöhte.

## Herren

### Sprint
| Platz | Land | Athlet             | Zeit      |
| ----- | ---- | ------------------ | --------- |
| 1     | RUS  | Andrei Gruzdew     | 18:44 min |
| 2     | RUS  | Wiktor Kortschagin | 18:51 min |
| 3     | FIN  | Raino Pesu         | 18:59 min |
| 4     | FIN  | Matti Keskinarkaus | 19:04 min |
| 5     | RUS  | Eduard Chrennikow  | 19:10 min |
| 6     | SWE  | Bertil Nordqvist   | 19:15 min |

Titelverteidiger: (neuer Wettbewerb)

Länge: 4,2 km

Höhenmeter: 85

Posten: 11

Teilnehmer: 66

### Mitteldistanz
| Platz | Land | Athlet            | Zeit      |
| ----- | ---- | ----------------- | --------- |
| 1     | RUS  | Eduard Chrennikow | 46:25 min |
| 2     | RUS  | Andrei Gruzdew    | 46:53 min |
| 3     | NOR  | Kjetil Ulven      | 48:05 min |
| 4     | FIN  | Arto Lilja        | 48:23 min |
| 5     | NOR  | Eivind Tonna      | 48:43 min |
| 6     | NOR  | Anders Hauge      | 48:52 min |

Titelverteidiger:  Nicolò Corradini

Länge: 11,2 km

Teilnehmer: 69

### Langdistanz
| Platz | Land | Athlet             | Zeit      |
| ----- | ---- | ------------------ | --------- |
| 1     | FIN  | Matti Keskinarkaus | 1:42:29 h |
| 2     | RUS  | Eduard Chrennikow  | 1:43:05 h |
| 3     | FIN  | Raino Pesu         | 1:45:10 h |
| 3     | SWE  | Bertil Nordqvist   | 1:45:10 h |
| 5     | FIN  | Jukka Lanki        | 1:48:35 h |
| 6     | CZE  | Ondrej Vodrazka    | 1:49:51 h |

Titelverteidiger:  Wladislaw Kormtschikow

Länge: 19,85 km

Höhenmeter: 825

Posten: 32

Teilnehmer: 70

### Staffel
| Platz | Land | Athleten                                                          | Zeit      |
| ----- | ---- | ----------------------------------------------------------------- | --------- |
| 1     | RUS  | Andrei Gruzdew Ruslan Grizan Wiktor Kortschagin Eduard Chrennikow | 1:56:37 h |
| 2     | FIN  | Jukka Lanki Matti Keskinarkaus Arto Lilja Raino Pesu              | 2:00:44 h |
| 3     | SWE  | Peter Dahlberg Claes Turesson Peter Arnesson Bertil Nordqvist     | 2:00:45 h |
| 4     | CZE  | Ondrej Vodrazka Lubomir Tomecek Jan Lauerman Jakub Vondrazka      | 2:06:25 h |
| 5     | NOR  | Andreas Edvardsen Anders Hauge Tommy Olsen Kjetil Ulven           | 2:07:14 h |
| 6     | SUI  | Christian Hohl Peter Nosimann Marc Lauenstein Stefan Lauenstein   | 2:09:30 h |

Titelverteidiger:  Andrei Gruzdew, Wiktor Kortschagin, Wladislaw Kormtschikow, Eduard Chrennikow

## Damen

### Sprint
| Platz | Land | Athlet           | Zeit      |
| ----- | ---- | ---------------- | --------- |
| 1     | SWE  | Lena Hasselström | 16:49 min |
| 2     | FIN  | Erja Jokinen     | 16:51 min |
| 3     | RUS  | Tatjana Wlassowa | 16:59 min |
| 4     | FIN  | Katja Rajaniemi  | 17:09 min |
| 5     | SWE  | Stina Grenholm   | 17:24 min |
| 5     | RUS  | Natalja Tomilowa | 17:24 min |

Titelverteidigerin: (neuer Wettbewerb)

Länge: 3,3 km

Höhenmeter: 70

Posten: 8

Teilnehmerinnen: 41

### Mitteldistanz
| Platz | Land | Athlet           | Zeit      |
| ----- | ---- | ---------------- | --------- |
| 1     | SWE  | Stina Grenholm   | 45:28 min |
| 2     | FIN  | Erja Jokinen     | 45:38 min |
| 3     | SWE  | Lena Hasselström | 45:40 min |
| 4     | FIN  | Katja Rajaniemi  | 45:49 min |
| 5     | RUS  | Natalja Naumowa  | 46:11 min |
| 6     | SWE  | Ida Wirkström    | 47:25 min |

Titelverteidigerin:  Tatjana Wlassowa

Länge: 8,4 km

Teilnehmerinnen: 42

### Langdistanz
| Platz | Land | Athlet                   | Zeit      |
| ----- | ---- | ------------------------ | --------- |
| 1     | SWE  | Lena Hasselström         | 1:20:34 h |
| 2     | FIN  | Erja Jokinen             | 1:23:16 h |
| 3     | FIN  | Mervi Väisänen           | 1:23:56 h |
| 4     | NOR  | Stine Hjermstad Kirkevik | 1:26:37 h |
| 5     | RUS  | Tatjana Wlassowa         | 1:27:45 h |
| 6     | NOR  | Marte Reenaas            | 1:28:04 h |

Titelverteidigerin:  Arja Hannus

Länge: 13,7 km

Höhenmeter: 660

Posten: 22

Teilnehmerinnen: 41

### Staffel
| Platz | Land | Athleten                                               | Zeit      |
| ----- | ---- | ------------------------------------------------------ | --------- |
| 1     | RUS  | Irina Onischtschenko Natalja Tomilowa Tatjana Wlassowa | 1:21:12 h |
| 2     | SWE  | Stina Grenholm Ida Wirkström Lena Hasselström          | 1:21:29 h |
| 3     | FIN  | Salla Lehto Katja Rajaniemi Erja Jokinen               | 1:23:41 h |
| 4     | NOR  | Marte Reenaas Kristin Hasle Stine Hjermstad Kirkevik   | 1:24:34 h |
| 5     | SUI  | Regula Muhleman Yvonne Wicki Yvonne Gantenbein         | 1:37:19 h |
| 6     | LTU  | Vilma Rudzenskaite Diana Vosylikte Ramunė Arlauskienė  | 1:37:37 h |

Titelverteidigerinnen:  Mervi Anttila, Hanna Kosonen, Liisa Anttila

## Medaillenspiegel
| Platz | Land     | Gold | Silber | Bronze | Gesamt |
| ----- | -------- | ---- | ------ | ------ | ------ |
| 1     | Russland | 4    | 3      | 1      | 8      |
| 2     | Schweden | 3    | 1      | 3      | 7      |
| 3     | Finnland | 1    | 4      | 4      | 9      |
| 4     | Norwegen | -    | -      | 1      | 1      |

## Erfolgreichste Teilnehmer
| Platz | Athlet/in          | Gold | Silber | Bronze | Gesamt |
| ----- | ------------------ | ---- | ------ | ------ | ------ |
| 1     | Lena Hasselström   | 2    | 1      | 1      | 4      |
| 2     | Eduard Chrennikow  | 2    | 1      | -      | 3      |
| 2     | Andrei Gruzdew     | 2    | 1      | -      | 3      |
| 4     | Tatjana Wlassowa   | 2    | -      | -      | 2      |
| 5     | Stina Grenholm     | 1    | 1      | -      | 2      |
| 5     | Matti Keskinarkaus | 1    | 1      | -      | 2      |
| 5     | Wiktor Kortschagin | 1    | 1      | -      | 2      |